# Luke Harper
Jonathan Huber (sinh ngày 16 tháng 12 năm 1979, mất ngày 26 tháng 12 năm 2020) là một đô vật chuyên nghiệp và diễn viên người Mỹ. Anh được biết tới nhiều nhất khi thi đấu tại WWE, dưới cái tên Luke Harper (hay rút gọn thành Harper) từ 2012 đến 2019 và một thời gian ngắn thi đấu cho AEW với tên ("Mr") Brodie Lee trong năm 2020.
Từ 2003 – 2012, Huber thi đấu cho các công ty đấu vật khác nhau dưới tên Brodie Lee như Chikara, Ring of Honor (ROH), Dragon Gate USA (DGUSA), và Squared Circle Wrestling (2CW) cũng như Dragon Gate tại Nhật. Năm 2012, anh ký hợp đồng với WWE, lấy tên là Luke Harper, và đấu tại thương hiệu đang phát triển của WWE là Florida Championship Wrestling (FCW) trước khi ra mắt NXT với tư cách là thành viên The Wyatt Family. Trong phần lớn sự nghiệp tại WWE của mình, anh hợp tác chủ yếu với các thành viên khác trong nhóm là Bray Wyatt và Erick Rowan. The Wyatt Family giành được NXT Tag Team Championship và WWE SmackDown Tag Team Championship. Là một phần của nhóm Harper và Erick, còn gọi là The Bludgeon Brothers, họ giành được SmackDown Tag Team một lần nữa. Harper thi đấu đơn chỉ trong thời gian ngắn, anh một lần vô địch WWE Intercontinental Championship. Rời WWE tháng 12 năm 2019 và sau đó đấu cho AEW tháng 3 năm 2020 với nhân vật Mr. Brodie Lee, anh tiết lộ mình là "The Exalted One" (thủ lĩnh vô danh trước đó của The Dark Order) và giành AEW TNT Championship vào tháng 8 cùng năm.
Nhập viện vì liên quan đến phổi không được tiết lộ vào cuối tháng 10 năm 2020, Huber qua đời ngày 26 tháng 12 ở tuổi 41. Nguyên nhân sau đó được tiết lộ là xơ phổi vô căn, một tình trạng hiếm gặp khiến mô phổi bị dày và cứng không thể đảo ngược.

## Giai đoạn đầu đời
Jonathan Huber sinh ngày 16 tháng 12 năm 1979 tại Rochester, New York. Anh theo học Trường Trung học McQuaid Jesuit và chơi lacrosse trong bốn năm. Anh cũng chơi khúc côn cầu ở các giải đấu trẻ khác nhau.

## Sự nghiệp đấu vật chuyên nghiệp

### WWE

#### Trở lại The Wyatt Family (2015–2017)
Trong tháng 5/2015 Haper đã cùng Rowan đấu một số trận sau đó nghỉ một thời gian ngắn. Vào ngày 19/7/2015 tại Battleground Harper đã trở lại và giúp Bray Wyatt đánh bại Roman Reigns. Họ đã có một trận đấu đồng đội giữa Harper, Bray đấu với Roman và Dean.

### All Elite Wrestling (2020)
Huber đã có màn ra mắt bất ngờ tại All Elite Wrestling (AEW) trong Dynamite ngày 18 tháng 3 năm 2020, anh sử dụng lại tên cũ của mình Brodie Lee. Lee được tiết lộ là "The Exalted One", một thủ lĩnh vô danh của The Dark Order, tấn công SoCal Uncensored cùng các thành viên khác của nhóm này. Sau khi thắng liên tiếp các trận đấu trong các tuần tiếp, anh thách đấu AEW Championship Jon Moxley. Tại Double or Nothing ngày 23 tháng 5, anh đã thua Moxley, đánh dấu trận thua đầu tiên của anh tại AEW. Trong vài tháng tới, Lee chiêu mộ thêm Colt Cabana và Anna Jay tham gia nhóm của mình.
Dynamite ngày 22 tháng 6, Lee đánh bại Cody để giành AEW TNT Championship. Sau trận đấu, Lee tấn công các đồng minh của Cody là QT Marshall, Dustin Rhodes, và Brandi Rhodes với sự hỗ trợ của các thành viên The Dark Order. Tại All Out ngày 5 tháng 9, Lee hợp tác cùng Colt Cabana, Evil Uno, và Stu Grayson (đều là thành viên nhóm) thua Matt Cardona, Scorpio Sky, Dustin Rhodes và QT Marshall. Lee sau đó bảo toàn đai TNT trước Dustin Rhodes và Orange Cassidy lần lượt tại Dynamite ngày 9 và 23 tháng 9. Sau trận đấu, Cody trở lại và thách đấu anh trong trận dog collar, và anh thắng. Dynamite ngày 7 tháng 10, Lee thua trong trận đấu cuối cùng, chấm dứt 55 ngày giữ đai TNT (AEW công nhận 46 ngày tình từ ngày phát sóng). Ngay sau đó, anh tạm dừng thi đấu và được cho là do chấn thương nhưng không được tiết lộ.

## Đóng phim
| Năm  | Tên       | Vai diễn        | Thể loại phim       | Ghi chú   |
| ---- | --------- | --------------- | ------------------- | --------- |
| 2017 | Damnation | Pitchfork Perry | Truyền hình dài tập | khách mời |
| 2018 | Mohawk    | Lachlan Allsopp | hành động, kinh dị  |           |

## Trong trò chơi
Luke Harper có nhân vật là chính mình trong các game WWE 2K15, WWE 2K16, WWE 2K17  và WWE 2K18, WWE 2K19 và WWE 2K20.

## Trong đấu vật
Phong cách đấu vật của Huber được mô tả là sự pha trộn giữa "kết hợp di chuyển và tấn công với các đòn mạnh" và "người tiên phong trong làn sóng mới của các đô vật khổng lồ".
Biệt danh của Huber, "The Right Stuff" thời gian đầu chỉ là một người vui vẻ, dù khá to con. Khi ra mắt WWE, anh lấy tên Luke Harper và trở thành thành viên The Wyatt Family, một nhóm cực kỳ sùng phái thủ lĩnh Bray Wyatt. Theo Huber, Chủ tịch WWE Vince McMahon muốn Harper trở nên đồi bại và nói giọng miền Nam. Nhóm tan rã đầu năm 2017, và Harper sau đó hợp tác với đồng đội cũ của Wyatt Family là Erick Rowan để thành lập nhóm The Bludgeon Brothers. Họ mang theo những chiếc búa bằng gỗ sồi lên sàn đấu, và vẻ ngoai mang phong cách Demolition, một đội đấu vật thi đấu cho WWE những năm 1980. Mong muốn thi đấu đơn, Huber đề xuất một số ý tưởng với McMahon, chẳng hạn như một "nhà sưu tầm các danh hiệu của các đối thủ mà mình đánh bại" hay một "con quái thú thông minh hùng hồn nói với các đối thủ mình đã tổn thương thế nào". Tuy nhiên, McMahon đã gạt bỏ.
Huber ra mắt AEW tháng 3 năm 2020, lấy tên cũ của mình là Brodie Lee, được tiết lộ " The Exalted One", một thủ lĩnh vô danh của The Dark Order. Đôi khi anh có thêm từ "Mr" lên đầu tên, mặc vest như giám đốc điều hành công ty, phủ nhận các cáo buộc rằng The Dark Order là một giáo phái và thường trừng phạt nghiêm khắc các đệ tử của mình vì những sai phạm nhỏ. Nhân vật này khá giống Mr. McMahon ở một số điểm, như không ai được phép hắt hơi khi có mặt anh. Huber đã phủ nhận điều này, và cho rằng nhân vật lấy cảm hứng từ các bộ phim mafia.

## Cuộc sống cá nhân
Huber kết hôn với Amanda, một cựu đô vật chuyên nghiệp biểu diễn dưới tên Synndy Synn, vào năm 2008. Họ có 2 người con: Brodie và Nolan. Khi Huber qua đời, Brodie ký hợp đồng với AEW và trở thành thành viên The Dark Order khi mới 8 tuổi, và AEW cho biết cậu có thể biểu diễn cho công ty ngay lập tức khi đủ tuổi nếu cậu muốn.
Huber cho rằng Rick Rude, Jake Roberts và Big Show là những người có ảnh hưởng lớn đến phong cách đấu vật của anh.

## Qua đời
Huber qua đời ngày 26 tháng 12 năm 2020 ở tuổi 41. Người vợ goá của anh cho biết anh đã phải trải qua nhiều tháng điều trị phổi tại Phòng khám Mayo, Jacksonville, Florida – nơi anh qua đời. Nhiều người đồn đoán anh nhiễm COVID-19, dù anh đã xét nghiệm âm tính nhiều lần. Cuối tháng 10, anh được chuyển đến phòng chăm sóc đặc biệt. Nguyên nhân sau đó được tiết lộ là do xơ phổi vô căn.

## Các chức vô địch và danh hiệu
- Alpha-1 Wrestling

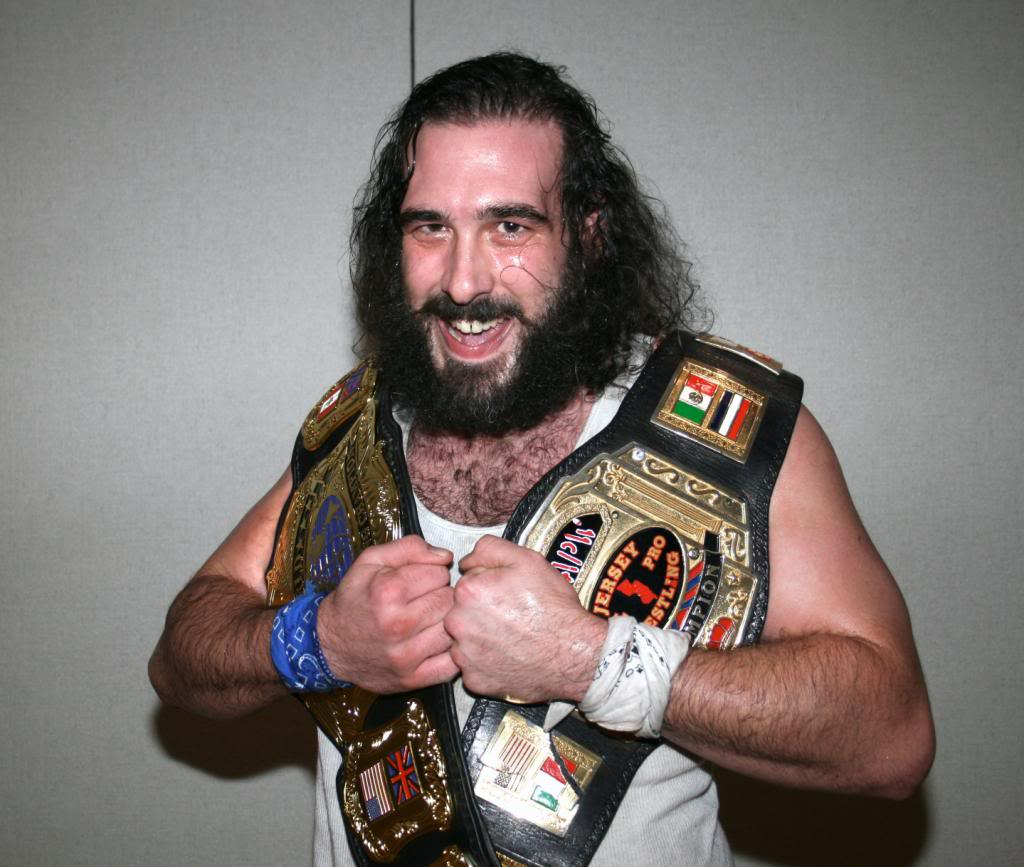
Lee giữ cả hai đai JAPW Heavyweight Championship và JAPW Tag Team Championship vào tháng 11 năm 2010

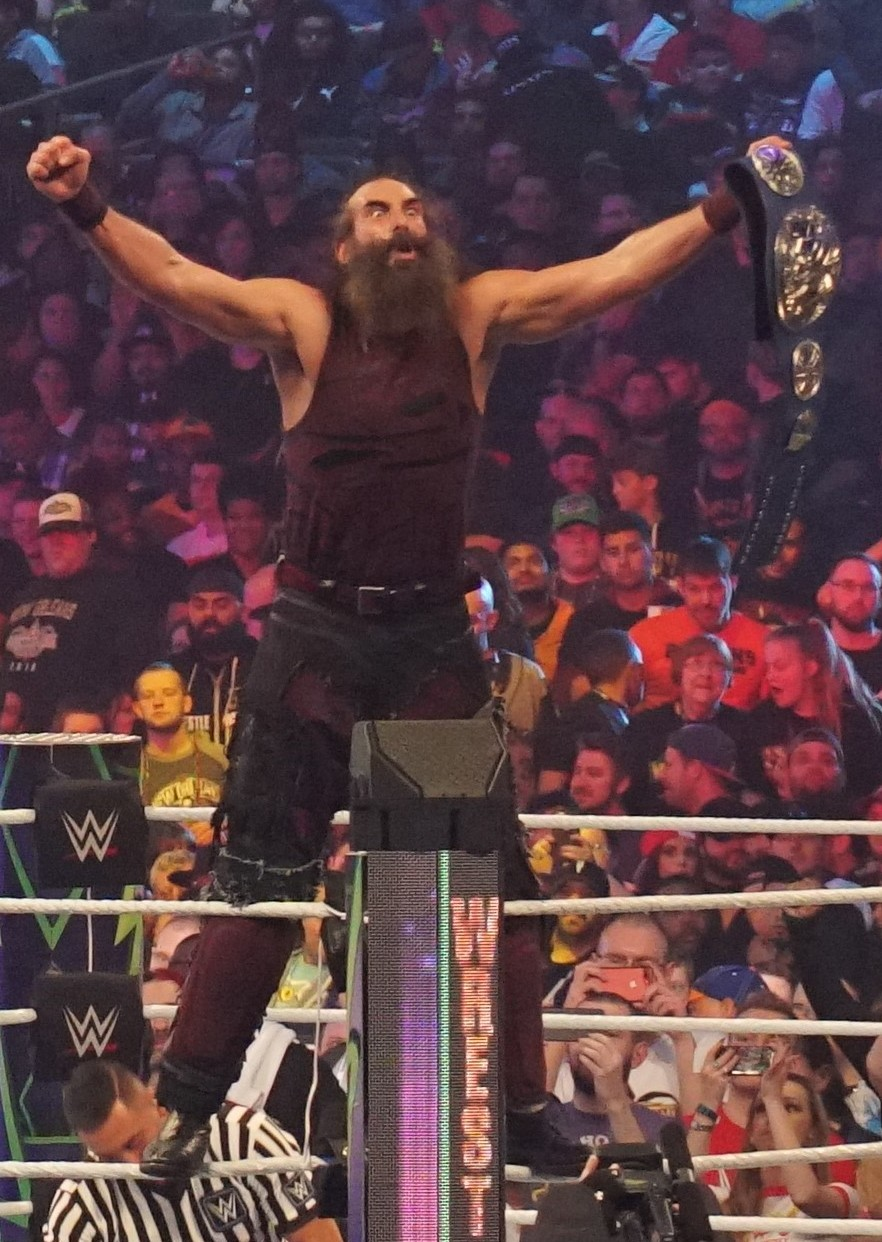
Harper hai lần giành WWE SmackDown Tag Team Championship

  - A1 Zero Gravity Championship (1 time)
- Jersey All Pro Wrestling
  - JAPW Heavyweight Championship (1 time)
  - JAPW New Jersey State Championship (1 time)
  - JAPW Tag Team Championship (1 time) – with Necro Butcher
- Next Era Wrestling
  - NEW Heavyweight Championship (1 time)
- NWA Empire
  - NWA Empire Heavyweight Championship (1 time)
- NWA Mississippi
  - NWA Southern Television Championship (1 time)
- Pro Wrestling Illustrated
  - PWI ranked him No. 24 of the top 500 singles wrestlers in the PWI 500 in 2015
- Rochester Pro Wrestling/NWA Upstate/NWA New York
  - NWA Upstate Kayfabe Dojo Championship (1 time)
  - NWA Upstate/NWA New York Heavyweight Championship (3 times)
  - RPW Tag Team Championship (1 time) – with Freddie Midnight
  - RPW/NWA Upstate Television Championship (1 time)
- Squared Circle Wrestling
  - 2CW Heavyweight Championship (2 lần)
- World of Hurt Wrestling
  - WOHW United States Championship (3 lần)
- Wrestling Observer Newsletter
  - Best Gimmick (2013) The Wyatt Family
- WWE
  - WWE Intercontinental Championship (1 lần)
  - WWE SmackDown Tag Team Championship (2 lần, hiện tại) – với Bray Wyatt và Randy Orton (1), Rowan (1, hiện tại)
  - Slammy Award cho Trận đấu của Năm (2014) Đội Cena vs Nhóm Quyền lực tại Survivor Series
- WWE NXT
  - NXT Tag Team Championship (1 time) – with Erick Rowan

1Harper, Wyatt, and Orton defend the title under the Freebird Rule.